# Heinrich Haussler

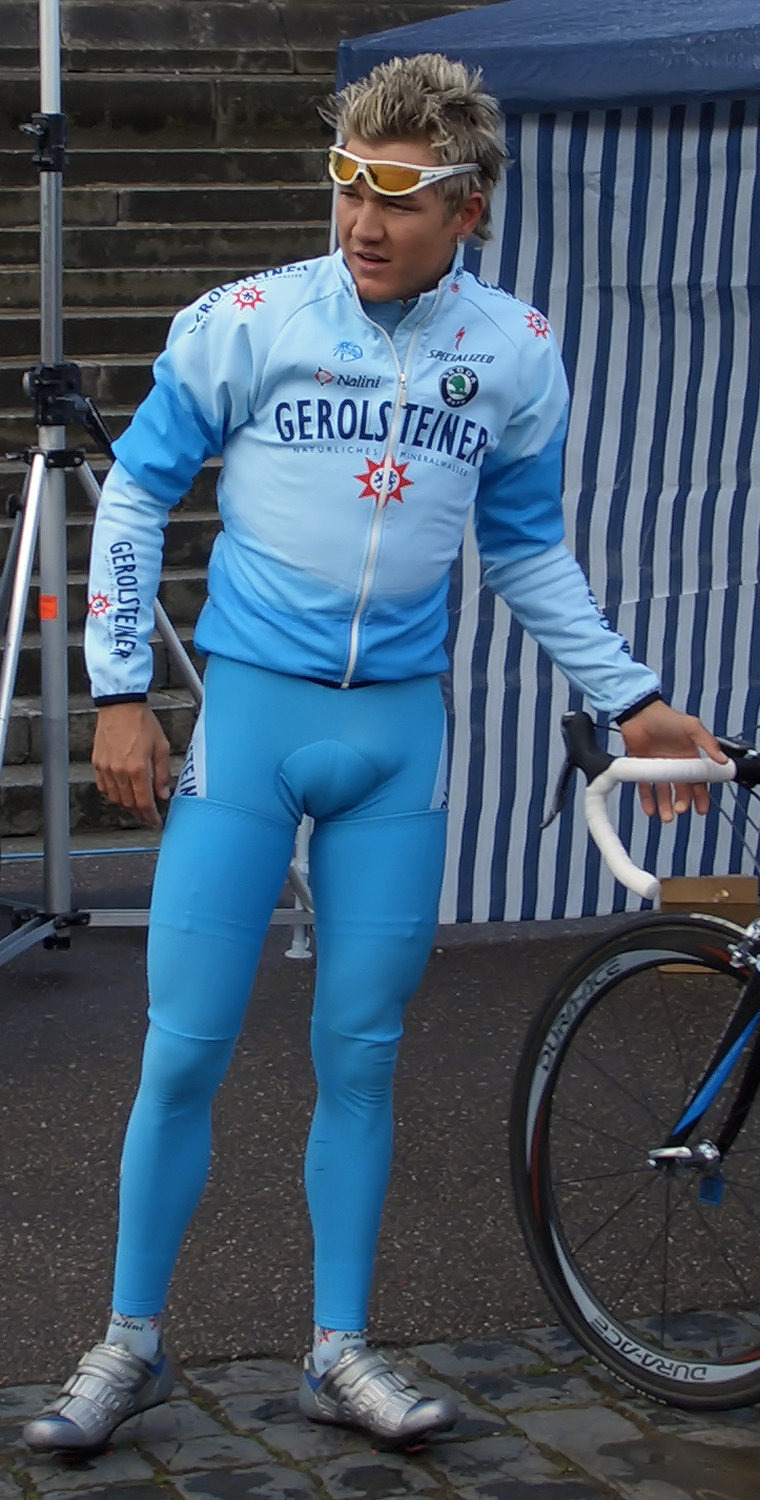
Heinrich Haussler en 2006

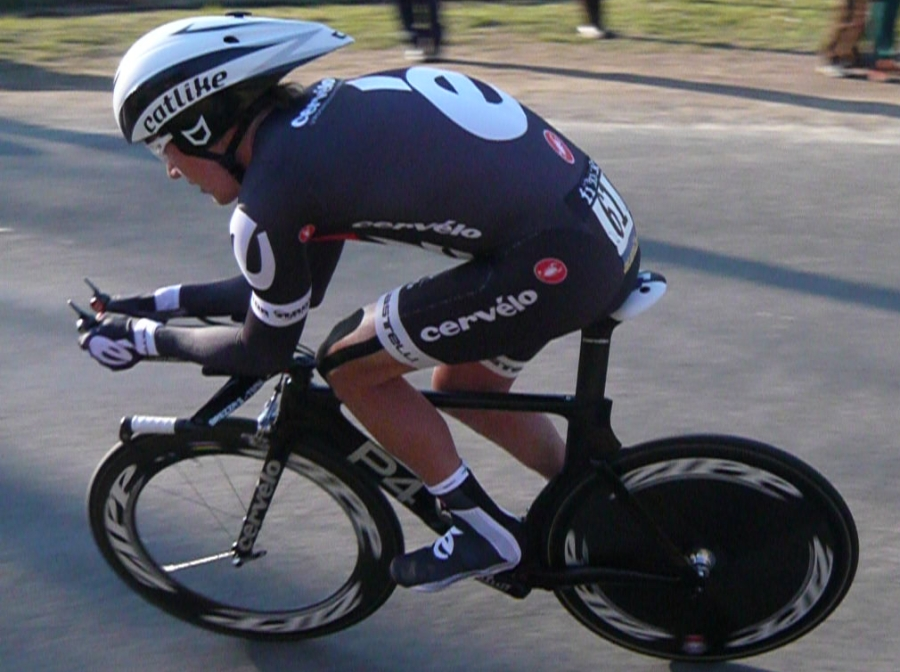
Heinrich Haussler à Paris-Nice 2010

Heinrich Haussler, né le 25 février 1984 à Inverell en Australie, est un coureur cycliste australo-allemand (né d'un père allemand et d'une mère australienne). Établi en Allemagne à l'âge de quatorze ans, il court d'abord avec une licence allemande, puis en juillet 2010 choisit de représenter l'Australie lors des championnats. Il est passé professionnel en 2005 dans l'équipe Gerolsteiner. Il évolue en 2009 et 2010 au sein de l'équipe Cervélo Test Team, puis en 2011 et 2012 chez Garmin, de 2013 à 2016 dans l'équipe IAM et enfin chez Bahrain Victorious jusqu'à la fin de sa carrière. Bon sprinteur, il remporte notamment une étape du Tour d'Espagne 2005 et du Tour de France 2009, et le championnat d'Australie sur route en 2015. Il a également terminé deuxième de Milan-San Remo et du Tour des Flandres en 2009.

## Biographie

### Enfance
Heinrich Haussler naît le 25 février 1984 à Inverell, dans la Nouvelle-Galles du Sud, en Australie. Il fait ses débuts au cyclisme à six ans. À 13 ans, il part en vacances en Allemagne avec son père. Il y remporte plusieurs courses, ce qui convainc son père d'y emménager afin qu'il devienne coureur professionnel. Il obtient d'excellents résultats dans son nouveau pays et est régulièrement sélectionné en équipe d'Allemagne, notamment pour les championnats du monde junior (36e en 2001 et 14e en 2002) et espoirs (80e en 2003 et 58e en 2004).

### 2005-2008: des débuts en dents de scie à laGerolsteiner
Approché dès sa première année chez les espoirs par l'équipe espagnole ONCE, il décline cette offre sur les conseils de son entraîneur Michael Max qui estime qu'il est encore trop tôt. Il signe son premier contrat professionnel à la fin de l'année 2004 avec l'équipe allemande Gerolsteiner, avec laquelle il s'engage pour deux saisons. Pour son premier Tour d'Espagne, à 21 ans, il obtient plusieurs places d'honneur lors de sprints massifs derrière les meilleurs spécialistes. Il parvient à y remporter sa première victoire professionnelle lors de la 19e étape, en battant ses compagnons d'échappée à Alcobendas. Durant cette année, il se classe également troisième du Tour de Saxe et septième du Championnat de Zurich. 
En 2006, il confirme ses bonnes dispositions pour le sprint en signant cinq succès : les première et dernière étape du Tour de Murcie, une étape du Tour de Rhénanie-Palatinat et deux étapes du Circuit franco-belge. Sa deuxième Vuelta est moins fructueuse : son meilleur résultat est une neuvième place lors de la 12e étape.
L'année 2007 commence difficilement pour Heinrich Haussler. Gêné par des problèmes de dents, il commence la compétition à Paris-Nice. Il y porte le maillot à pois durant trois jours, mais abandonne, épuisé. En avril, il est l'un des coureurs qui chutent dans la descente du mont Kemmel lors de Gand-Wevelgem. Il s'en relève avec de nouvelles douleurs au genou, à l'épaule et au coude. Il remporte néanmoins une étape du Tour de Basse-Saxe à la fin du mois, et surtout la première étape du Critérium du Dauphiné Libéré devant Tom Boonen et Graeme Brown. Il participe ensuite à son premier Tour de France, où il termine huitième de la deuxième étape. 
En 2008, il ne gagne qu'une course, une étape du Tour de Bavière. Il se classe neuvième de Gand-Wevelgem et participe au Tour et à la Vuelta où il obtient quelques places d'honneur au sprint (deuxième à Zamora notamment). En l'absence de nouveau sponsor, l'équipe Gerolsteiner disparaît à la fin de la saison. Heinrich Haussler s'engage pour 2009 avec la nouvelle équipe Cervélo Test Team.

### 2009-2010: changement de statut chezCervélo TestTeam
Il réalise un excellent début de saison 2009 avec sa nouvelle équipe. En effet, il termine deuxième du classement général du très relevé Tour du Qatar, derrière Tom Boonen, et remporte deux étapes du Tour de l'Algarve. Mais la victoire la plus marquante de ce début de saison est la première étape en ligne de Paris-Nice, où il domine largement le sprint massif. Il accumule ensuite les places d'honneur en finissant deuxième sur Milan-San Remo, le Tour des Flandres et sur d'autres classiques flandriennes. Il remporte la 13e étape du Tour de France à Colmar après une échappée de 197 km sous la pluie, dont 55 en solitaire. 
Une chute lors du Tour de l'Algarve en début de saison lui cause une blessure au genou gauche. Il parvient à se classer deuxième du Circuit Het Nieuwsblad, puis abandonne lors du Paris-Nice, souffrant toujours du genou. Il renonce à l'un de ses principaux objectifs de la saison, Milan-San Remo. Il reprend la compétition en mai, au Tour de Californie. À la suite d'une chute lors du Tour de Suisse réveillant sa blessure, il doit renoncer à participer au Tour de France. Il est opéré à la fin du mois de juin. Au début de juillet 2010, il renonce à sa nationalité allemande et choisit de courir en sélection australienne.

### 2011-2012: chez Garmin

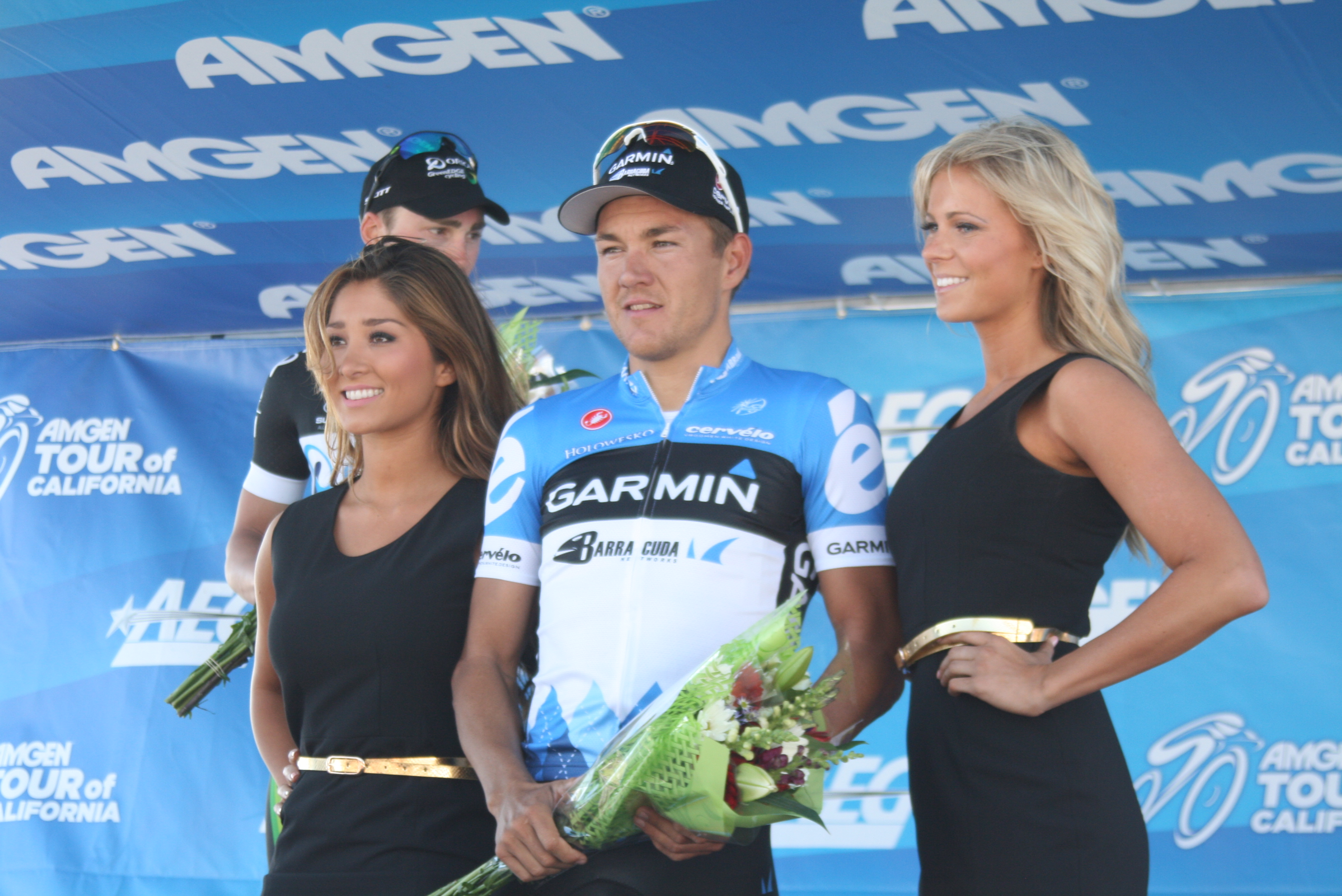
Heinrich Haussler lors du Tour de Californie 2012

Haussler commence sa saison dans sa nouvelle équipe, la Garmin-Cervélo au Tour du Qatar où il remporte deux étapes au sprint et termine 2e du classement général derrière son compatriote Mark Renshaw. Il termine l'épreuve meilleur sprinteur pour la troisième fois consécutive. Il est ensuite bien placé lors de plusieurs étapes de Paris-Nice et remporte, malgré une chute lors de la 7e étape, le classement par points. Il est alors cité parmi les favoris de Milan-San Remo. Contrairement à ses co-leaders Thor Hushovd et Tyler Farrar, il ne se fait pas piéger par la bordure dans le Manie, mais ne parvient pas à suivre les attaques dans le final. Il termine finalement 18e. Il se dit "optimiste" en vue des classiques flandriennes, mais passera finalement à côté, notamment du fait d'un stage en altitude avant la Course au soleil, terminant néanmoins 7e du GP E3. Il annonce ensuite axer sa fin de saison sur les Championnats du monde. Le reste de son année est très discret, avec néanmoins quelques places d'honneurs sur le Tour de Pologne (2e et 3e d'une étape, 4e de 2 étapes) et une victoire sur la 2e étape du Tour de Pékin.
En début d'année 2012, Haussler est notamment quatrième du Circuit Het Nieuwsblad, troisième d'étapes au Tour de l'Algarve et à Paris-Nice. Lors du Tour de Californie, Haussler manque de peu d'ajouter au moins une étape à son tableau de chasse : il arrive deuxième sur les quatre premières étapes, toutes disputées au sprint. Il est devancé à chaque fois par le Slovaque Peter Sagan. En août, il obtient plusieurs places d'honneur lors de l'Eneco Tour et termine deuxième du classement par points de cette course. Il est ensuite septième de la Vattenfall Cyclassics et troisième du Grand Prix de Plouay 2012. Il participe au championnat du monde sur route en tant qu'équipier de Simon Gerrans.

### 2013-2016: chezIAM
En 2013, Heinrich Haussler quitte Garmin et rejoint la nouvelle équipe suisse IAM, dotée d'une licence d'équipe continentale professionnelle, et qui l'engage pour deux ans. Après des places d'honneur durant les courses par étapes du début d'année, il se classe treizième de Milan-San Remo, onzième du Grand Prix E3, quatrième de Gand-Wevelgem, sixième du Tour des Flandres, onzième de Paris-Roubaix. En mai, il gagne une étape du Tour de Bavière, sa première victoire depuis 2011. Il termine à la quinzième place du classement général de cette course. Au Tour de Suisse en juin, il est troisième du prologue, puis cinquième et sixième d'étapes. Une chute lors de la sixième étape lui cause une fracture du bassin. Il reprend la compétition deux mois plus tard, au Tour du Poitou-Charentes. En fin de saison, il prend la quatrième place de Paris-Bourges et la sixième place de Paris-Tours.
En 2014, les résultats de Heinrich Haussler sont moins bons que l'année précédente, décevants de son propre aveu, ce qu'il explique par un surentraînement durant l'hiver, et par le fait d'avoir été trois fois malade durant l'année. Son meilleur résultat lors des classiques est la douzième place de Kuurne-Bruxelles-Kuurne. Malade, il ne peut disputer le Tour des Flandres. Comme en 2013, il retrouve la victoire en  remportant une étape du Tour de Bavière. En juillet, il dispute le Tour de France. Il passe près de la victoire lors de la quinzième étape, à Nîmes, où seul Alexander Kristoff le devance au sprint. En septembre, il est troisième du Grand Prix d'Isbergues. Il est sélectionné pour la course en ligne des championnats du monde 2014. En octobre, il est cinquième de Paris-Tours.

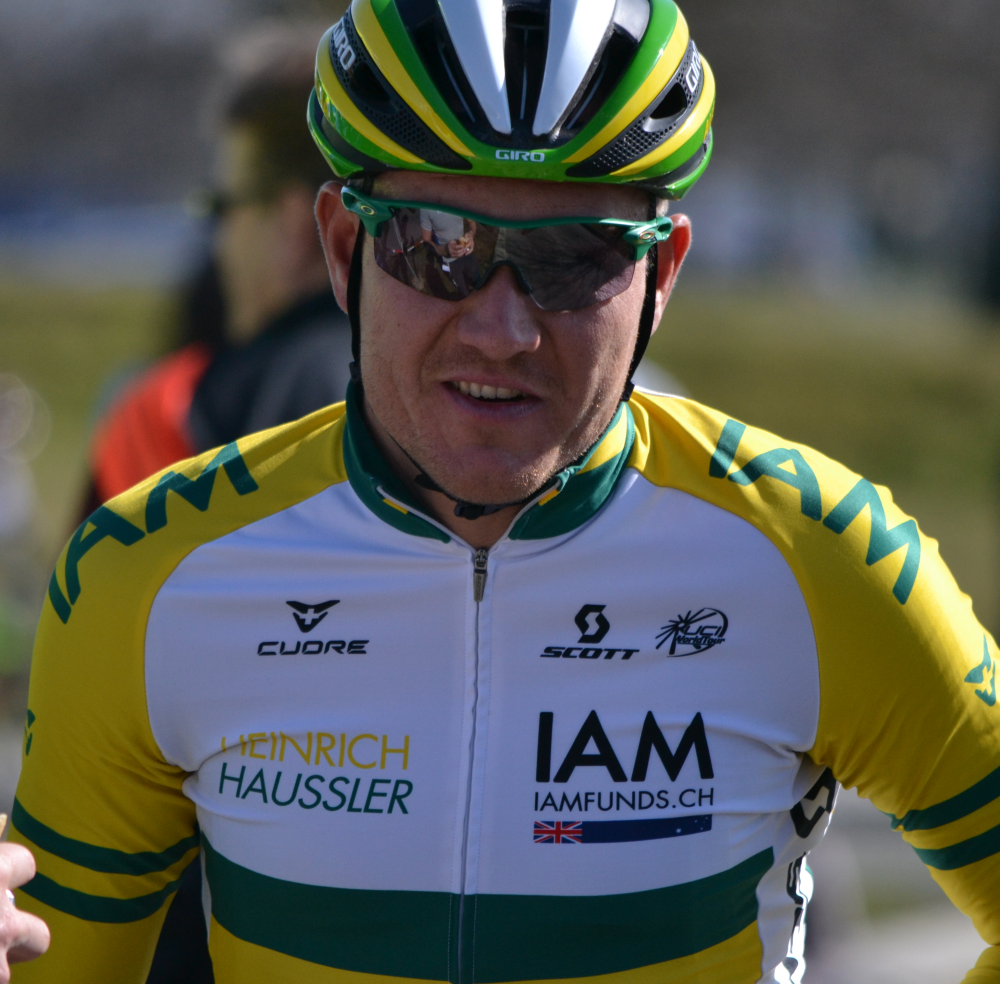
Heinrich Haussler au Paris-Nice 2015.

Au début de 2015, il devient champion d'Australie sur route devant Caleb Ewan.

### 2017-2019:Bahrain-Merida
En 2017, Heinrich Haussler rejoint la Bahrain-Merida à la suite de la disparition de l'équipe suisse IAM mais il ne totalise à la fin de l'année que 12 jours de course en raison d'une blessure au genou nécessitant plusieurs opérations. Il manque donc la saison des classiques, son principal objectif de l'année. En 2018, Heinrich Haussler fait sa rentrée lors de la semi-classique belge Kuurne-Bruxelles-Kuurne (77e). Il parvient à faire des résultats corrects sur les classiques, 33e de Milan-San Remo, 19e de l'E3 Classic, 23e d'À travers les Flandres, 25e du Tour des Flandres et 20e de Paris-Roubaix. Il est sélectionné pour participer au Tour de France pour épauler Vincenzo Nibali sur l'étape des pavés et Sonny Colbrelli pour les arrivées au sprint. Après le Tour, il ne participe qu'à quatre courses : le Tour d'Allemagne, remporté par son coéquipier Matej Mohorič, les Grands Prix de Québec et Montréal puis le Tour de Turquie.

### 2020-2023:Bahrain-McLaren
Heinrich Haussler fait ses débuts au Tour d'Arabie saoudite et se montre à l'aise dès la première étape en prenant la 2ème place après une étape marquée par les bordures. Il finit la course à la 5e place du classement général, remportée par son coéquipier Phil Bauhaus.
Comme son coéquipier Sonny Colbrelli quelques mois avant lui, il annonce devoir mettre un terme à sa carrière à 39 ans, le 7 avril 2023, en raison de problèmes cardiaques.

## Palmarès et classements mondiaux

### Palmarès sur route
| - 1999 - 2e du championnat d'Allemagne sur route cadets - 2000 - Champion d'Allemagne sur route cadets - 2e et 3e étapes du Critérium Européen des Jeunes - 2001 - 2e du championnat d'Allemagne sur route juniors - 3e du Tour de la région de Łódź - 2002 - Champion d'Allemagne du contre-la-montre juniors - 4e étape du Cottbuser Bundesliga Etappenfahrt - Tour de Basse-Saxe juniors : - Classement général - 1re étape - 4ea étape de la Course de la Paix juniors - 2e étape du Tour de la région de Łódź - 2e du Cottbuser Bundesliga Etappenfahrt - 2004 - 1re étape du Tour de Mainfranken - 3e du Tour de Mainfranken - 2005 - 19e étape du Tour d'Espagne - 3e du Tour de Saxe - 7e du Championnat de Zurich - 2006 - 1re et 5e étapes du Tour de Murcie - 3e étape du Tour de Rhénanie-Palatinat - 2e et 4e étapes du Circuit franco-belge - 3e du Trofeo Mallorca - 2007 - 1re étape du Critérium du Dauphiné Libéré - 5e étape du Tour de Basse-Saxe - 2008 - 5e étape du Tour de Bavière - 9e de Gand-Wevelgem - 2009 - 1re et 5e étapes du Tour de l'Algarve - 2e étape de Paris-Nice - Grand Prix de la Forêt-Noire - 13e étape du Tour de France - 5e étape du Tour du Poitou-Charentes - 2e de Milan-San Remo - 2e du Tour du Qatar - 2e de la Neuseen Classics - 2e du Tour des Flandres - 3e du Grand Prix du canton d'Argovie - 6e de Paris-Roubaix | - 2010 - 2e étape du Tour de Suisse - 2e du Circuit Het Nieuwsblad - 3e du Grand Prix du canton d'Argovie - 2011 - 2e et 3e étapes du Tour du Qatar - 2e étape du Tour de Pékin - 2e du Tour du Qatar - 2012 - 3e de la Cancer Council Helpline Classic - 3e du Grand Prix de Plouay - 7e de la Vattenfall Cyclassics - 2013 - 5e étape du Tour de Bavière - 4e de Gand-Wevelgem - 6e du Tour des Flandres - 2014 - 1re étape du Tour de Bavière - 3e du Grand Prix d'Isbergues - 2015 - Champion d'Australie sur route - 2016 - 6e de Paris-Roubaix - 7e de Milan-San Remo - 2019 - 10e d'À travers les Flandres - 2021 - 4e du Circuit Het Nieuwsblad - 10e de Paris-Roubaix - 2022 - 10e de la Classic Bruges-La Panne |  |

### Résultats sur les grands tours

#### Tour de France
5 participations
- 2007 : 129e
- 2008 : 126e
- 2009 : 97e, vainqueur de la 13e étape
- 2014 : abandon (18e étape)
- 2018 : 125e

#### Tour d'Italie
2 participations
- 2015 : 107e
- 2016 : 99e

#### Tour d'Espagne
5 participations
- 2005 : 53e, vainqueur de la 19e étape
- 2006 : 92e
- 2008 : abandon (19e étape)
- 2011 : 103e
- 2019 : 132e

### Classements mondiaux
| Année                                 | 2005 | 2006 | 2007 | 2008 | 2009 | 2010 | 2011 | 2012 | 2013 | 2014 | 2015 | 2016 | 2017  | 2018 | 2019 | 2020 | 2021 | 2022 |
| ------------------------------------- | ---- | ---- | ---- | ---- | ---- | ---- | ---- | ---- | ---- | ---- | ---- | ---- | ----- | ---- | ---- | ---- | ---- | ---- |
| UCI ProTour                           | 120e | nc   | 196e | 103e |      |      |      |      |      |      |      |      |       |      |      |      |      |      |
| Calendrier mondial                    |      |      |      |      | 16e  | 200e |      |      |      |      |      |      |       |      |      |      |      |      |
| UCI World Tour                        |      |      |      |      |      |      | 125e | 70e  |      |      | 151e | 72e  | 308e  | 177e |      |      |      |      |
| Classement mondial                    |      |      |      |      |      |      |      |      |      |      |      | 141e | 1362e | 704e | 716e | 522e | 175e | 614e |
| UCI Europe Tour                       |      |      |      |      | 11e  | 116e |      |      | 190e | 117e |      | nc   | 1522e | nc   |      |      |      |      |
| UCI Asia Tour                         |      |      |      |      | 26e  | 72e  |      |      | 280e | nc   |      | nc   | nc    | nc   |      |      |      |      |
| UCI America Tour                      |      |      |      |      | nc   | 308e |      |      | nc   | nc   |      | nc   | nc    | nc   |      |      |      |      |
| UCI Oceania Tour                      |      |      |      |      | nc   | nc   |      |      | nc   | nc   |      | nc   | nc    | nc   | 41e  | 35e  | 10e  | 37e  |
|                                       |      |      |      |      |      |      |      |      |      |      |      |      |       |      |      |      |      |      |
| Légende : nc = non classéSource : UCI |      |      |      |      |      |      |      |      |      |      |      |      |       |      |      |      |      |      |

### Palmarès sur piste
- 2002
  -  Champion d'Allemagne de poursuite par équipes juniors (avec Sebastian Paddags, Florian Piper et Johann Schulze)